# Aigremont (Yonne)
Aigremont is een gemeente in het Franse departement Yonne (regio Bourgogne-Franche-Comté) en telt 70 inwoners (2009). De plaats maakt deel uit van het arrondissement Auxerre.

## Geografie
De oppervlakte van Aigremont bedraagt 6,4 km², de bevolkingsdichtheid is dus 10,9 inwoners per km².
De onderstaande kaart toont de ligging van Aigremont (Yonne) met de belangrijkste infrastructuur en aangrenzende gemeenten.

## Demografie
Onderstaande figuur toont het verloop van het inwonertal (bron: INSEE-tellingen).